# Catedral da Santa Trindade (Sibiu)
A Catedral da Santa Trindade de Sibiu (em romeno: Catedrala Sfânta Treime din Sibiu) é uma catedral situada na cidade romena de Sibiu, que é a sé da diocese ortodoxa romena de Sibiu e da arquidiocese metropolitana da Transilvânia. De estilo neobizantino, foi inspirada na basílica de Santa Sofia em Istambul e os coruchéus na arquitetura religiosa tradicional transilvana e em elementos barrocos.

## História
A primeira pessoa que teve a ideia de construir uma catedral ortodoxa em Sibiu foi Andrei Șaguna, que no outono de 1857, quando era bispo da diocese local, pediu autorização ao imperador austríaco Francisco José I para enviar uma circular à sua diocese pedindo aos sacerdotes e leigos que doassem dinheiro para a construção. A circular foi enviada antes do Natal desse ano e o primeiro doador foi o próprio imperador, quem deu mil moedas de ouro, seguido do governador da Transilvânia, que deu 50, e Şaguna, que deu 2 000 forintes. As doações continuaram após a morte de Şaguna em 1873, quando já era bispo metropolitano da Transilvânia.
A primeira pedra das obras de construção foi colocada em 18 de agosto de 1902, quando era bispo metropolitano Ioan Meţianu. Para libertar espaço para a catedral (eram necessárias cinco parcelas na Rua Mitropoliei, onde se situa a entrada principal, e três na Rua Xenopol, onde também há uma entrada), foram demolidas oito casas, bem como uma pequena igreja grega construída entre 1797 e 1799, a qual tinha servido até então como catedral.
A planta, da autoria dos arquitetos de Budapeste Virgilio Nagy e Iosif Kamner, foi escolhida entre as plantas entregues por 31 arquitetos austríacos e húngaros. As obras, concluídas em 1906, quando foi terminado o teto de cobre, foram coordenadas pelo arquiteto da cidade Iosif Schussnig. 
A iconóstase e o kliros (local do coro) foram fabricados pela empresa Constantin Babic em Bucareste. A iconóstase é de talha dourada e a cúpula, onde está representado o Pantocrator flanqueado por anjos, foi pintada por Octavian Smigelschi, natural da localidade próxima de Ludoș.
A catedral foi consagrada em 30 de abril de 1906 pelo bispo metropolitano Meţianu, o seu bispo sufragâneo de Arad, Ioan Papp, e um grupo de sacerdotes e diáconos. O intelectual e político Nicolae Iorga, que viria a ser primeiro-ministro da Roménia, também esteve presente e doou um ícone e um encólpio (enkólpion; crucifixo peitoral usado pelos bispos ortodoxos) de prata. Os quatro sinos foram benzidos em 13 de dezembro de 1906 e foram colocados nos coruchéus principais. 
Durante a Primeira Guerra Mundial, o exército austro-húngaro fundiu os três sinos do coruchéu ocidental para utilizar o bronze em canhões; esses sinos só seriam substituídos em 1929.

## Descrição
O exterior é de tijolo vermelho e amarelo. A ampla nave é limitada por tetos hemisféricos mais pequenos e quatro torres: duas mais pequenas, octogonais, e dias maiores, quadradas na parte inferior e octogonais em cima, junto dos sinos. As torres são cobertas por duas cúpulas em forma de bolbo sobrepostas e separadas por uma lanterna. A entrada principal é constituída por um pórtico com três arcadas semicirculares com capitéis. Atrás das arcadas entre as duas torres principais, há um amplo vestíbulo semicircular; acima há um frontão em semicírculo onde se abre uma janela com a mesma foram, decorado com medalhões circulares em mosaico com representações de Cristo e dos quatro evangelistas.
A igreja tem 53,1 metros de comprimento e 25,4 m de largura no centro. A cúpula tem 15 m de diâmetro no interior, 24,7 m de altura no interior e 34,7 m no exterior. O cimo dos coruchéus das torres mais altas fica a 43 m de altura (45 m se forem incluídas as cruzes).
Desde a sua consagração, a catedral foi objeto de várias restaurações e melhoramentos. As paredes foram decoradas com pinturas neobizantinas de Iosif Keber e Anastasie Demian e foram adicionados objetos litúrgicos, vestimentas, livros e um sistema de som. Todos os dias são celebradas na catedral a Divina Liturgia e as Vésperas, bem como outros serviços religiosos quando solicitados.